# Acraea parrhasia
Acraea parrhasia là một loài bướm thuộc họ Nymphalidae phân bố ở châu Phi Hạ Sahara.